# Туроснь-Косьцельна (гміна)
Гміна Туроснь-Косьцельна (пол. Gmina Turośń Kościelna) — сільська гміна у східній Польщі. Належить до Білостоцького повіту Підляського воєводства.
Станом на 31 грудня 2011 у гміні проживало 5832 особи.

## Територія
Згідно з даними за 2007 рік площа гміни становила 140.30 км², у тому числі:
- орні землі: 62.00%
- ліси: 24.00%

Таким чином, площа гміни становить 4.70% площі повіту.

## Населення
Станом на 31 грудня 2011:
| Опис     | Загалом | Загалом | Чоловіки | Чоловіки | Жінки | Жінки |
| -------- | ------- | ------- | -------- | -------- | ----- | ----- |
| одиниця  | осіб    | %       | осіб     | %        | осіб  | %     |
| все      | 5832    | 100     | 2922     | 50.10    | 2910  | 49.90 |
| міське   | 0       | 100     | 0        |          | 0     |       |
| сільське | 5832    | 100     | 2922     | 50.10    | 2910  | 49.90 |

## Сусідні гміни
Гміна Туроснь-Косьцельна межує з гмінами: Лапи, Сураж, Хорощ, Юхновець-Косьцельни.